# 杨延文
杨延文（1939年—2019年1月9日），笔名柏树村，斋号铸剑堂，河北深县人，中国山水画家，北京画院原艺术委员会主任，中央文史研究馆馆员。

## 生平
出生於河北深县。1957至1963年間就讀北京艺术学院美术系。1978年任北京画院专业画家。
曾擔任北京画院艺术委员会主任、中国美术家协会理事、第十届全国政协委员等職。2007年11月獲聘为中央文史研究馆馆员。